# Zulia Fútbol Club
El Zulia Fútbol Club és un club de futbol veneçolà de la ciutat de Maracaibo.

## Palmarès
- Lliga veneçolana de futbol:[2]
  - Torneo Clausura: 1 (2016)

- Copa veneçolana de futbol:[3]
  - 2016, 2018

- Segona Divisió de futbol:
  - 2007-08

- Segona Divisió B de futbol:
  - 2006-07

- Tercera Divisió de futbol:
  - 2005-06